# Art tibétain contemporain
 (septembre 2010).
Si vous disposez d'ouvrages ou d'articles de référence ou si vous connaissez des sites web de qualité traitant du thème abordé ici, merci de compléter l'article en donnant les références utiles à sa vérifiabilité et en les liant à la section « Notes et références ».
L'art tibétain contemporain se réfère à l'art moderne du Tibet, ou du Tibet après 1950. Il peut également renvoyer à l'art de la diaspora tibétaine qui est par nature explicitement politique et religieux. 

## Histoire de l'art tibétain
Pendant plus de mille ans, les artistes tibétains ont joué un rôle clé dans la vie culturelle du Tibet. Depuis les motifs des meubles peints jusqu'aux peintures murales très élaborées des bâtiments religieux, leurs efforts ont imprégné pratiquement chaque facette de la vie sur le plateau tibétain et ont défini un style visuel qui est distinctement tibétain. La majorité des œuvres d'art subsistantes créées avant le milieu du XXe siècle sont consacrées à la représentation de sujets religieux et sont imprégnées de la tradition sur les deux plans de la technique (étant pour la plupart fixées sur le tissu ou sur des surfaces murales) et des sujets puisés dans la riche panoplie des textes religieux. Ils ont été commandés par des établissements religieux ou par des particuliers pieux pour un usage dans le cadre de la pratique du bouddhisme tibétain et, malgré l'existence d'ateliers florissants, les artistes étaient principalement anonymes. Ces œuvres illustrent non seulement des concepts clés, philosophiques et spirituels, mais démontrent aussi la vitalité de l'esthétique tibétaine tout au long des siècles quant au développement d'écoles particulières et à la fertilisation croisée d'influences stylistiques venant d'autres pays comme la Chine, le Népal et l'Inde. 
Aujourd'hui, cependant, l'art tibétain présente une physionomie très différente, en raison de l'existence d'une scène artistique véritablement vibrante, moderne et passionnante, en attente d'être découverte. Certains se sont tournés vers le style traditionaliste de leurs ancêtres, peignant des thangkas (peintures religieuses enroulées) qui conservent les qualités iconographiques et esthétiques des œuvres précédentes. D'autres suivent une « voie médiane » combinant les leçons de l'art du passé avec des motifs et des techniques qui reflètent la modernité du Tibet. Enfin, un autre groupe invente un style complètement nouveau de peinture tibétaine qui tire son inspiration des mouvements d'art contemporain en Asie et en Occident pour produire des œuvres radicalement modernes, et même d'avant-garde. Cependant, ces trois approches sont dans une certaine mesure engagées dans un dialogue avec le passé et avec les œuvres des artistes tibétains de siècles précédents. 